# セト・ペルイブセン
セト・ペルイブセン（Seth-Peribsen）は、エジプト第2王朝のファラオであり、17年間エジプトを治めた。彼はカセケムイの先代で、アビドスのウンム・エル＝カアブに葬られたと考えられている。その墓では、印鑑から初めてヒエログリフの完全な一文が見つかったことで知られている。

## 内乱と改名
治世の間に上エジプトと下エジプトの勢力争いが起こり、内乱状態となる。両勢力は神話上の対立する神、ホルスとセトを名乗り、宗教的にも抗争した。セト・ペルイブセンは即位した時の名はホルス名の入った「セケムイブ」だったが、セト派の勢力拡大に合わせてホルス名を外した。彼の墓の石碑（そのうちの1つは大英博物館に飾られている）には、より一般的なホルスではなくセトが描かれており、これは、この王がエジプト全土を支配していた訳ではないことを示している。